# Campionati mondiali di sollevamento pesi 2021 - 61 kg maschile
Le gare di sollevamento pesi della categoria fino a 61 kg maschile — pesi gallo — dei campionati mondiali del 2021 si sono svolte il 9 dicembre 2021 a Tashkent presso l'Uzbekistan Sport Complex.

## Programma
L'orario indicato corrisponde a quello uzbeko (UTC+05:00)
| Data            | Orario | Evento   |
| --------------- | ------ | -------- |
| 9 dicembre 2021 | 10:30  | Gruppo B |
| 9 dicembre 2021 | 19:00  | Gruppo A |

## Medagliati
Per ciascun esercizio, i primi tre classificati sono i seguenti:
| Esercizio | Oro      | Oro    | Argento           | Argento | Bronzo            | Bronzo |
| --------- | -------- | ------ | ----------------- | ------- | ----------------- | ------ |
| Strappo   | Shin Rok | 132 kg | Shota Mishvelidze | 131 kg  | Seýitjan Mirzaýew | 128 kg |
| Slancio   | Shin Rok | 156 kg | Shota Mishvelidze | 155 kg  | Seraj Al-Saleem   | 155 kg |
| Totale    | Shin Rok | 288 kg | Shota Mishvelidze | 286 kg  | Seraj Al-Saleem   | 282 kg |

## Record
Prima di questa competizione, i record mondiali esistenti erano i seguenti:
| Record mondiale | Strappo | Li Fabin        | 145 kg | Pattaya, Thailandia   | 19 settembre 2019 |
| Record mondiale | Slancio | Eko Yuli Irawan | 174 kg | Aşgabat, Turkmenistan | 3 novembre 2018   |
| Record mondiale | Totale  | Li Fabin        | 318 kg | Pattaya, Thailandia   | 19 settembre 2019 |

## Risultati
| Pos. | Atleta                       | Gr. | Peso atleta | Strappo (kg) | Strappo (kg) | Strappo (kg) | Strappo (kg) | Slancio (kg) | Slancio (kg) | Slancio (kg) | Slancio (kg) | Totale |
| Pos. | Atleta                       | Gr. | Peso atleta | 1            | 2            | 3            | Pos.         | 1            | 2            | 3            | Pos.         | Totale |
| ---- | ---------------------------- | --- | ----------- | ------------ | ------------ | ------------ | ------------ | ------------ | ------------ | ------------ | ------------ | ------ |
|      | Shin Rok (KOR)               | A   | 60.80       | 127          | 130          | 132          |              | 156          | 156          | 164          |              | 288    |
|      | Shota Mishvelidze (GEO)      | A   | 60.80       | 126          | 126          | 131          |              | 150          | 155          | 160          |              | 286    |
|      | Seraj Al-Saleem (KSA)        | A   | 60.90       | 123          | 127          | 130          | 4            | 155          | 155          | 162          |              | 282    |
| 4    | Habib de las Salas (COL)     | A   | 60.90       | 119          | 124          | 124          | 6            | 150          | 154          | 154          | 8            | 274    |
| 5    | Aznil Bidin (MAS)            | A   | 61.00       | 120          | 120          | 125          | 8            | 149          | 149          | 153          | 5            | 273    |
| 6    | Muhammad Faathir (INA)       | A   | 60.90       | 112          | 117          | 118          | 9            | 146          | 153          | 157          | 4            | 271    |
| 7    | Ramini Shamilishvili (GEO)   | A   | 60.80       | 117          | 120          | 122          | 7            | 141          | 145          | 148          | 10           | 267    |
| 8    | John Ceniza (PHI)            | B   | 60.60       | 115          | 118          | 118          | 14           | 145          | 148          | 150          | 7            | 265    |
| 9    | Gururaja Poojary (IND)       | A   | 60.90       | 117          | 120          | 120          | 10           | 148          | 153          | 153          | 9            | 265    |
| 10   | Thilanka Palangasinghe (SRI) | A   | 60.80       | 112          | 116          | 118          | 13           | 145          | 145          | 148          | 11           | 261    |
| 11   | Pasit Saengma (THA)          | A   | 60.80       | 110          | 110          | 110          | 15           | 151          | 154          | 154          | 6            | 261    |
| 12   | Chaturanga Lakmal (SRI)      | B   | 60.50       | 110          | 113          | 116          | 11           | 140          | 142          | 144          | 13           | 258    |
| 13   | Abubakar Ghani (PAK)         | B   | 60.80       | 111          | 116          | 116          | 12           | 138          | 142          | 143          | 14           | 254    |
| —    | Seýitjan Mirzaýew (TKM)      | A   | 61.00       | 128          | 128          | 132          |              | 145          | 145          | 147          | —            | —      |
| —    | Kazuma Motoki (JPN)          | A   | 60.70       | 125          | 125          | 125          | 5            | 142          | 142          | 142          | —            | —      |
| —    | Emmanuel Appah (NGR)         | B   | 60.30       | 115          | 115          | 115          | —            | 139          | 142          | 145          | 12           | —      |